# Pugilato ai Giochi della VII Olimpiade
Le competizioni di pugilato dei Giochi della VII Olimpiade si sono svolte alla Celebration Hall del Royal Zoological Society in Anversa dal 21 al 24 agosto 1920. Il programma ha visto la disputa di 8 eventi.

## Podi
| Evento                       | Oro             | Argento          | Bronzo              |
| Pesi mosca (dettagli)        | Frankie Genaro  | Anders Petersen  | William Cuthbertson |
| Pesi gallo (dettagli)        | Clarence Walker | Chris Graham     | George McKenzie     |
| Pesi piuma (dettagli)        | Paul Fritsch    | Jean Gachet      | Edoardo Garzena     |
| Pesi leggeri (dettagli)      | Samuel Mosberg  | Gotfred Johansen | Clarence Newton     |
| Pesi welter (dettagli)       | Bert Schneider  | Alex Ireland     | Fred Kolberg        |
| Pesi medi (dettagli)         | Harry Mallin    | Art Prud'Homme   | Moe Herscovitch     |
| Pesi mediomassimi (dettagli) | Eddie Eagan     | Sverre Sørsdal   | Harry Franks        |
| Pesi massimi (dettagli)      | Ron Rawson      | Søren Petersen   | Xavier Eluère       |

## Medagliere
| Pos.   | Paese         | Oro | Argento | Bronzo | Totale |
| ------ | ------------- | --- | ------- | ------ | ------ |
| 1      | Stati Uniti   | 3   | 0       | 1      | 4      |
| 2      | Gran Bretagna | 2   | 1       | 3      | 6      |
| 3      | Canada        | 1   | 2       | 2      | 5      |
| 4      | Francia       | 1   | 1       | 1      | 3      |
| 5      | Sudafrica     | 1   | 0       | 0      | 1      |
| 6      | Danimarca     | 0   | 3       | 0      | 3      |
| 7      | Norvegia      | 0   | 1       | 0      | 1      |
| 8      | Italia        | 0   | 0       | 1      | 1      |
| Totale | Totale        | 8   | 8       | 8      | 24     |